# Иванова, Ольга (политик)
Ольга Иванова (эст. Olga Ivanova; род. 15 октября 1984, Нарва) — эстонский политик, член XIII Рийгикогу (2015—2019).

## Биография
Родилась 15 октября 1984 года в Нарве.
Окончила Кохтла-Ярвескую среднюю школу (2000), Таллинский технический университет по специальности административное управление (2004), Институт экономики и менеджмента (2011).
В январе 2006 года вступила в Эстонскую центристскую партию.
В 2006—2010 годах служащая Таллинской городской управы (референт, советник заместителя мэра, советник мэра). С февраля 2010 по октябрь 2011 года — старший заместитель старейшины Северо-Таллинского района. 5 октября 2011 года назначена старейшиной Ласнамяэского района (самый большой район Таллина по численности жителей). В декабре 2013 года вновь утверждена в той же должности.
В 2015—2019 годах депутат парламента (член XIII Рийгикогу) по избирательному округу № 2, с 2016 года заместитель председателя комитета бюджетного контроля.
В сентябре 2017 года была исключена из центристской партии, при этом осталась членом её фракции.
С марта 2024 года работает в юридическом бюро Яны Тоом.